# Sladki Vrh
Sladki Vrh je naselje v Občini Šentilj.
Jedro naselja je danes na ravnini ob Muri, kjer se poleg manjšega parka nahaja tudi manjše športno središče s stadionom. V kraju se nahaja tovarna papirja Paloma (prej PALOMA-SLADKOGORSKA TOVARNA PAPIRJA DD SLADKI VRH). V naselju so še Osnovna šola Sladki Vrh, vrtec, zdravstveni dom, dom kulture in večnamenska športna dvorana. Naselje ima tudi gasilski dom in dve trgovini z živili.
Posebnost naselje je zadnji delujoči brod na reki Muri, ki ima status mednarodnega mejnega prehoda.
Ime Sladkega Vrha izvira iz koreninic, ki so jih domačini bojda nabirali in so bile sladkega okusa.